# سی‌مور، ایلینوی

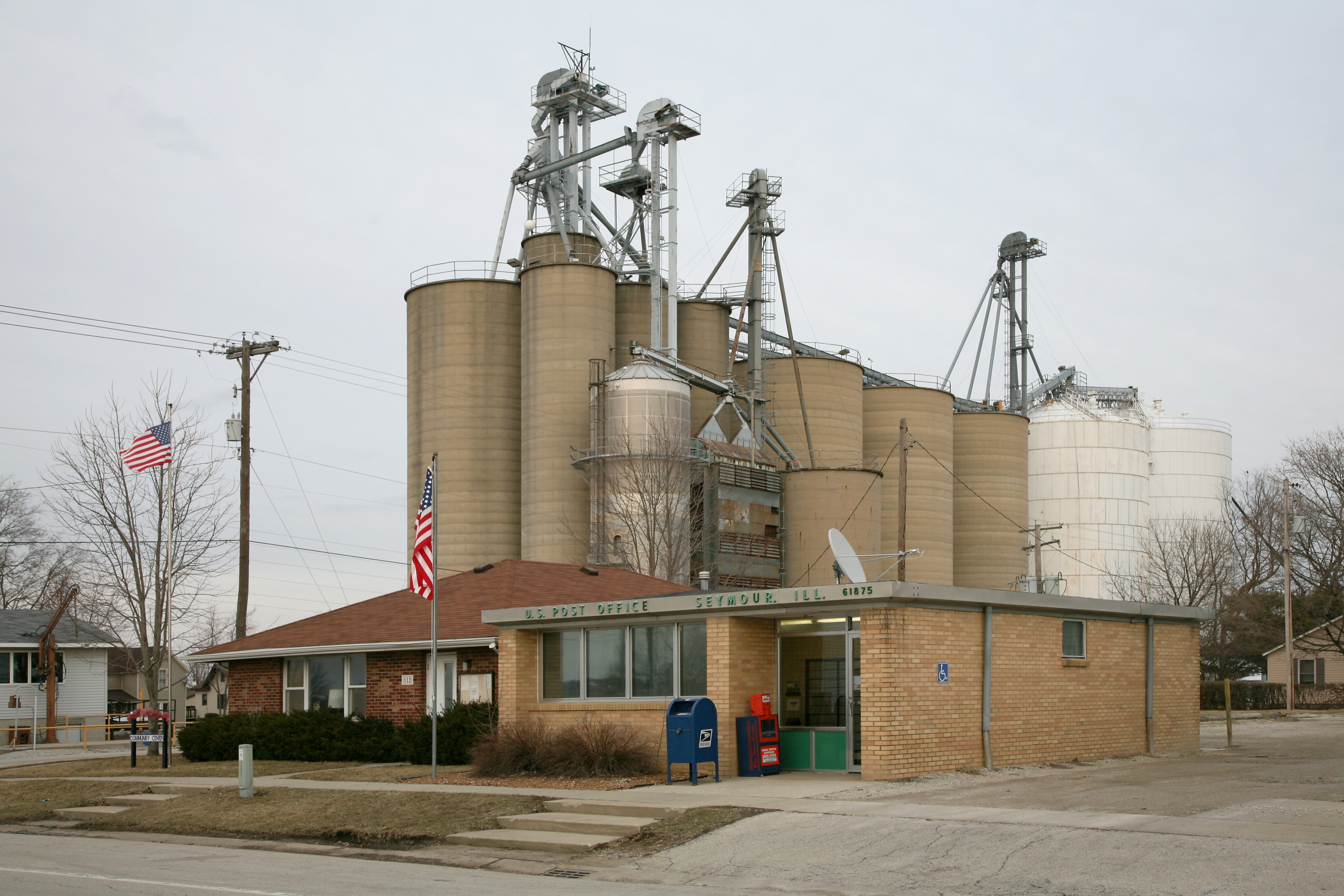
اداره پست و سیلوگندم سی‌مور

سی‌مور، ایلینوی (انگلیسی: Seymour, Illinois) سی‌مور یک مکان تعیین شده برای سرشماری در شهرستان کمپین در ایلینوی، ایالات متحده است. در سرشماری سال ۲۰۱۰ جمعیت آن ۳۰۳ نفر بود. کد پستی آن ۶۱۸۷۵ است و بخشی از آن مدرسه محمود سیمور در منطقه ۳ است.